# Piasecki H-16
Die Piasecki H-16 war ein Tandemhubschrauber der Piasecki Helicopter Corporation. Der Erstflug erfolgte im Jahre 1953.

## Ausstattung
Der erste Prototyp hatte ein 4 Meter hohes Heck, in dem sich zwei P&W-Sternmotoren befanden. Der zweite Prototyp verfügte über zwei Wellenturbinen. Zur Verbesserung der Flugstabilität wurden zuerst zwei horizontale Flossen vorgesehen, die später noch durch Endscheiben ergänzt wurden. Der voluminöse Rumpf wurde von einem doppelt bereiften Hauptfahrwerk sowie einem doppelt bereiften Spornfahrwerk getragen.

## Technische Daten
| Kenngröße             | Daten                                              |
| --------------------- | -------------------------------------------------- |
| Besatzung             | 2                                                  |
| Passagiere            | 40                                                 |
| Antrieb               | 2 Allison YT38-A-10 mit je 1.342 kW (ca. 1.800 PS) |
| Rumpflänge            | 23,70 m                                            |
| Höhe                  | 7,60 m                                             |
| Rotordurchmesser      | 25 m                                               |
| Leermasse             | 10.200 kg                                          |
| max. Startmasse       | 15.200 kg                                          |
| Höchstgeschwindigkeit | 235 km/h                                           |
| Dienstgipfelhöhe      | 6980 m                                             |
| max. Reichweite       | 2300 km                                            |